# Прем'єр-ліга (Боснія і Герцеговина)
Боснійсько-герцеговинська футбольна Прем'єр-ліга (босн. Premijer liga Bosne i Hercegovine) — футбольні змагання в Боснії і Герцоговині, започатковані 1993 року. Ліга складається з 12 команд. Дві найгірші команди за підсумками сезону вилітають у Першу лігу Республіки Сербської та Першу лігу Федерації Боснії і Герцеговини. Переможець Прем'єр-Ліги отримує право виступати в кваліфікації Ліги чемпіонів. Переможець кубка Боснії і Герцеговини і команди, що зайняли 2 і 3 місця, грають у Лізі Європи.
Переможці Першої ліги Республіки Сербської та Першої ліги Федерації Боснії і Герцеговини потрапляють в Прем'єр-Лігу.

## Чемпіони та призери
| Сезон     | Чемпіон | 2-е місце | 3-є місце  |
| --------- | ------- | --------- | ---------- |
| 1994/1995 | Челік   | Сараєво   | Желєзнічар |
| 1995/1996 | Челік   | Лукавац   | Слобода    |
| 1996/1997 | Челік   | Сараєво   | Босна      |

| Сезон     | Чемпіон    | 2-е місце | 3-є місце |
| --------- | ---------- | --------- | --------- |
| 1997/1998 | Желєзнічар | Сараєво   |           |
| 1998/1999 | Сараєво    |           |           |
| 1999/2000 | Бротньо    | Будучност |           |

| Сезон     | Чемпіон        | 2-е місце    | 3-є місце |
| --------- | -------------- | ------------ | --------- |
| 2000/2001 | Желєзнічар (1) | Бротньо      | Сараєво   |
| 2001/2002 | Желєзнічар (2) | Широкі Брієг | Бротньо   |

| Сезон     | Чемпіон             | 2-е місце    | 3-є місце    |
| --------- | ------------------- | ------------ | ------------ |
| 2002/2003 | Леотар (1)          | Желєзнічар   | Сараєво      |
| 2003/2004 | Широкі Брієг (1)    | Желєзнічар   | Сараєво      |
| 2004/2005 | Зріньскі (1)        | Желєзнічар   | Широкі Брієг |
| 2005/2006 | Широкі Брієг (2)    | Сараєво      | Зріньскі     |
| 2006/2007 | Сараєво (1)         | Зріньскі     | Славія       |
| 2007/2008 | Модрича Максима (1) | Широкі Брієг | Челік        |
| 2008/2009 | Зріньскі (2)        | Славія       | Слобода      |
| 2009/2010 | Желєзнічар (3)      | Широкі Брієг | Борац        |
| 2010/2011 | Борац (1)           | Сараєво      | Желєзнічар   |
| 2011/2012 | Желєзнічар (4)      | Широкі Брієг | Борац        |
| 2012/2013 | Желєзнічар (5)      | Сараєво      | Борац        |
| 2013/2014 | Зриньські (3)       | Широкі Брієг | Сараєво      |
| 2014/2015 | Сараєво (2)         | Желєзнічар   | Зриньські    |
| 2015/2016 | Зриньські (4)       | Слобода      | Широкі Брієг |
| 2016/2017 | Зриньські (5)       | Желєзнічар   | Сараєво      |
| 2017/2018 | Зриньські (6)       | Желєзнічар   | Сараєво      |
| 2018/2019 | Сараєво (4)         | Зриньські    | Широкі Брієг |
| 2019/2020 | Сараєво (5)         | Желєзнічар   | Зриньські    |
| 2020/2021 | Борац (2)           | Сараєво      | Вележ        |
| 2021/2022 | Зриньські (7)       | Тузла Сіті   | Борац        |
| 2022/2023 | Зриньські (8)       | Борац        | Желєзнічар   |
| 2023/2024 | Борац (3)           | Зриньські    | Вележ        |
| 2024/2025 | Зриньські (9)       | Борац        | Сараєво      |

## Найкращі клуби
| Клуб            | Чемпіон                                                  | 2-е місце                                     | 3-є місце                                    |
| --------------- | -------------------------------------------------------- | --------------------------------------------- | -------------------------------------------- |
| Зриньські       | 9 (2005, 2009, 2014, 2016, 2017, 2018, 2022, 2023, 2025) | 3 (2007, 2019, 2024)                          | 3 (2006, 2015, 2020)                         |
| Желєзнічар      | 6 (1998, 2001, 2002, 2010, 2012, 2013)                   | 7 (2003, 2004, 2005, 2015, 2017, 2018, 2020)  | 3 (1995, 2011, 2023)                         |
| Сараєво         | 5 (1999, 2007, 2015, 2019, 2020)                         | 7 (1995, 1997, 1998, 2006, 2011, 2013), 2021) | 7 (2001, 2003, 2004, 2014, 2017, 2018, 2025) |
| Челік           | 3 (1995, 1996, 1997)                                     | -                                             | 1 (2008)                                     |
| Борац           | 3 (2011, 2021, 2024)                                     | 2 (2023, 2025)                                | 4 (2010, 2012, 2013, 2022)                   |
| Широкі Брієг    | 2 (2004, 2006)                                           | 5 (2002, 2008, 2010, 2012, 2014)              | 3 (2005, 2016, 2019)                         |
| Бротньо         | 1 (2000)                                                 | 1 (2001)                                      | 1 (2002)                                     |
| Модрича Максима | 1 (2008)                                                 | -                                             | -                                            |
| Леотар          | 1 (2003)                                                 | -                                             | -                                            |
| Слобода         | -                                                        | 1 (2016)                                      | 2 (1996, 2009)                               |
| Славія          | -                                                        | 1 (2009)                                      | 1 (2007)                                     |
| Луковац         | -                                                        | 1 (1996)                                      | -                                            |
| Будучност       | -                                                        | 1 (2000)                                      | -                                            |
| Тузла Сіті      | -                                                        | 1 (2022)                                      |                                              |
| Вележ           | -                                                        | -                                             | 2 (2021, 2024)                               |
| Босна           | -                                                        | -                                             | 1 (1997)                                     |